# Manifesto degli intellettuali fascisti
Il Manifesto degl’intellettuali del Fascismo pubblicato il 21 aprile 1925 sul quotidiano fascista Il Popolo d'Italia e sui principali quotidiani dell'epoca, fu il primo documento ideologico della parte della cultura italiana che aderì al regime fascista. Esso venne redatto da Giovanni Gentile.
Contiene una storia del fascismo dal 1919 al 1922, in cui si giustifica e si paragonano lo squadrismo e i movimenti della giovinezza alla Giovine Italia di Mazzini, sostiene che il fascismo fosse un movimento mirato al progresso e alla conciliazione fra stato e sindacati, risponde alle accuse di limitazione della libertà di stampa sostenendo che anche gli stati più liberali hanno limitato alcune libertà quando fosse necessario, e sostiene che l'antifascismo fosse futile in quanto fra le due opposizioni nessuna avrebbe vinto, ma che l'instabilità politica avrebbe logorato i partiti esistenti e dato origine a nuove idee, nuovi programmi e partiti politici.

## Storia

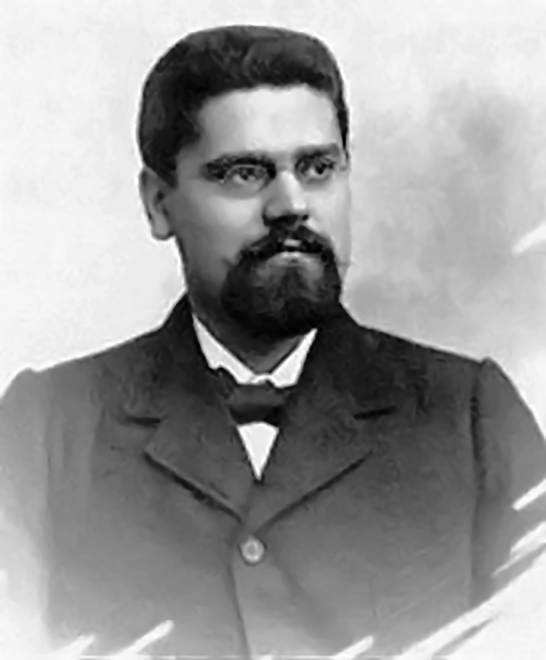
Giovanni Gentile

Il primo Convegno degli istituti fascisti di cultura, organizzato a Bologna il 29 e 30 marzo 1925 da Franco Ciarlantini, responsabile dell'Ufficio stampa e propaganda del Partito nazionale fascista, per meglio coordinare iniziative e attività culturali del fascismo, promosse il Manifesto degli intellettuali fascisti agli intellettuali di tutte le Nazioni, che venne redatto da Giovanni Gentile .
Fu pubblicato ne Il Popolo d'Italia, organo del Partito Nazionale Fascista, e su quasi tutta la stampa italiana, il 21 aprile (Natale di Roma) dello stesso anno. Fu sottoscritto dagli intellettuali convenuti a Bologna e da molti altri che vi si aggiunsero.
Alla base del testo una conferenza su Libertà e liberalismo tenuta poco prima dal filosofo e ministro dell'Istruzione Giovanni Gentile. La segreteria del convegno comunicò alla stampa  l'adesione di duecentocinquanta intellettuali, tra i quali trentatré ebrei.
Il Manifesto, infatti, costituisce, da un lato, un tentativo di indicare le basi politico-culturali dell'ideologia fascista e, dall'altro, di giustificare, in chiave liberale, gli atti e gli atteggiamenti illiberali e violenti, operati del movimento fascista e proseguiti dal governo Mussolini.
In risposta al Manifesto di Gentile, Benedetto Croce - su invito di Giovanni Amendola - redasse il Manifesto degli intellettuali antifascisti, che, pubblicato il 1º maggio 1925 su Il Mondo e Il Popolo raccolse a sua volta un folto ed autorevole gruppo di firmatari.

## I firmatari del Manifesto di Gentile
Fra i 250 firmatari del manifesto, i più noti sono:
- Bruno Barilli
- Luigi Barzini senior
- Antonio Beltramelli
- Vittorio Cian
- Guelfo Civinini
- Ernesto Codignola [5]
- Salvatore Di Giacomo[6]
- Pericle Ducati
- Francesco Ercole
- Luigi Federzoni
- Giovanni Gentile (promotore)
- Curzio Malaparte
- Filippo Tommaso Marinetti[5]
- Ferdinando Martini
- Ernesto Murolo
- Ugo Ojetti
- Alfredo Panzini
- Salvatore Pincherle
- Luigi Pirandello[7]
- Ildebrando Pizzetti
- Corrado Ricci
- Alfredo Rocco
- Vittorio Giovanni Rossi
- Margherita Sarfatti
- Giulio Aristide Sartorio
- Ardengo Soffici
- Arrigo Solmi
- Ugo Spirito
- Giuseppe Ungaretti
- Gioacchino Volpe
- Guido da Verona

## Estratti dal testo del Manifesto
Le sue origini prossime risalgono al 1919, quando intorno a Benito Mussolini si raccolse un manipolo di uomini reduci dalle trincee e risoluti a combattere energicamente la politica demosocialista allora imperante. La quale della grande guerra, da cui il popolo italiano era uscito vittorioso ma spossato, vedeva soltanto le immediate conseguenze materiali e lasciava disperdere se non lo negava apertamente il valore morale rappresentandola agli italiani da un punto di vista grettamente individualistico e utilitaristico come somma di sacrifici, di cui ognuno per parte sua doveva essere compensato in proporzione del danno sofferto, donde una presuntuosa e minacciosa contrapposizione dei privati allo Stato, un disconoscimento della sua autorità, un abbassamento del prestigio del Re e dell'Esercito, simboli della Nazione soprastanti agli individui e alle categorie particolari dei cittadini e un disfrenarsi delle passioni e degl'istinti inferiori, fomento di disgregazione sociale, di degenerazione morale, di egoistico e incosciente spirito di rivolta a ogni legge e disciplina.
L'individuo contro lo Stato; espressione tipica dell'aspetto politico della corruttela degli anni insofferenti di ogni superiore norma di vita umana che vigorosamente regga e contenga i sentimenti e i pensieri dei singoli.
Il Fascismo pertanto alle sue origini fu un movimento politico e morale. La politica sentì e propugnò come palestra di abnegazione e sacrificio dell'individuo a un'idea in cui l'individuo possa trovare la sua ragione di vita, la sua libertà e ogni suo diritto; idea che è Patria, come ideale che si viene realizzando storicamente senza mai esaurirsi, tradizione storica determinata e individuata di civiltà ma tradizione che nella coscienza del cittadino, lungi dal restare morta memoria del passato, si fa personalità consapevole di un fine da attuare, tradizione perciò e missione.
(...)
Di qui il carattere religioso del Fascismo. Questo carattere religioso e perciò intransigente, spiega il metodo di lotta seguito dal Fascismo nei quattro anni dal '19 al '22.
I fascisti erano minoranza, nel Paese e in Parlamento, dove entrarono, piccolo nucleo, con le elezioni del 1921. Lo Stato costituzionale era perciò, e doveva essere, antifascista, poiché era lo Stato della maggioranza, e il fascismo aveva contro di sé appunto questo Stato che si diceva liberale; ed era liberale, ma del liberalismo agnostico e abdicatorio, che non conosce se non la libertà esteriore.
Lo Stato che è liberale perché si ritiene estraneo alla coscienza del libero cittadino, quasi meccanico sistema di fronte all'attività dei singoli.
(...)
In secondo luogo questa piccola opposizione al Fascismo, formata dai detriti del vecchio politicantismo italiano (democratico, reazionalistico, radicale, massonico) è irriducibile e dovrà finire a grado a grado per interno logorio e inazione, restando sempre al margine delle forze politiche effettivamente operanti nella nuova Italia. E ciò perché essa non ha propriamente un principio opposto ma soltanto inferiore al principio del Fascismo, ed è legge storica che non ammette eccezioni che di due principi opposti nessuno vinca, ma trionfi un più alto principio, che sia la sintesi di due diversi elementi vitali a cui l'uno e l'altro separatamente si ispirano; ma di due principi uno inferiore e l'altro superiore, uno parziale e l'altro totale, il primo deve necessariamente soccombere perché esso è contenuto nel secondo, e il motivo della sua opposizione è semplicemente negativo, campato nel vuoto.
Questo sentono i fascisti di fronte ai loro avversari e perciò hanno una fede inconcussa nel trionfo della loro parte e non transigono; e possono ormai con pazienza longanime attendere che le opposizioni, come hanno abbandonato il terreno legale della lotta in Parlamento, finiscano col persuadersi della necessità ineluttabile di abbandonare anche quello illegale, per riconoscere che il residuo di vita e di verità dei loro programmi è compreso nel programma fascista, ma in una forma balda, più complessa, più rispondente alla realtà storica e ai bisogni dello spirito umano.
Allora la presente crisi spirituale italiana verrà superata. Allora nel seno stesso dell'Italia fascista e fascistizzata matureranno lentamente e potranno infine venire alla luce nuove idee, nuovi programmi, nuovi partiti politici.
Gli intellettuali italiani aderenti al Fascismo convenuti a Bologna per la prima volta a congresso (29-30 marzo) hanno voluto formulare questi concetti e ne vogliono rendere testimonianza a quanti, in Italia e fuori d'Italia, desiderino rendersi conto della dottrina e dell'azione del P.N.F.»
(Giovanni Gentile)